# Никулина, Анна Михайловна
Анна Михайловна Никулина (род. 23 марта 1985, Москва) — российская артистка балета. Народная артистка Российской Федерации (2024). Прима-балерина Большого театра, работает с педагогом Ольгой Ченчиковой.

## Биография
Родилась в Москве. В 2003 году с отличием окончила Московскую государственную академию хореографии (класс Елена Ватули) и была принята в балетную труппу Большого театра.
В 2004 году в возрасте 19 лет впервые станцевала партию Одетты-Одиллии в балете «Лебединое озеро». На тот момент артистка была танцовщицей второго кордебалета. С 2006 года исполняет партии в балете «Щелкунчик».
В конце сезона 2014/15 возведена в ранг балерины.
Репетировала с Екатериной Максимовой, Ниной Семизоровой, Людмилой Семенякой. В настоящее время репетирует под руководством Ольги Ченчиковой.
Участвовала в спектаклях балетов Римской оперы и Новосибирского государственного академического театра оперы и балета. Исполнила ведущие партии балетах на крупных фестивалях, включая Международный фестиваль классического балета им. Рудольфа Нуриева (Казань, Уфа), Фестиваль классического балета им. Аллы Шелест (Самара), Собиновский музыкальный фестиваль (Саратов), Международный фестиваль «В честь Екатерины Максимовой» (Челябинск).

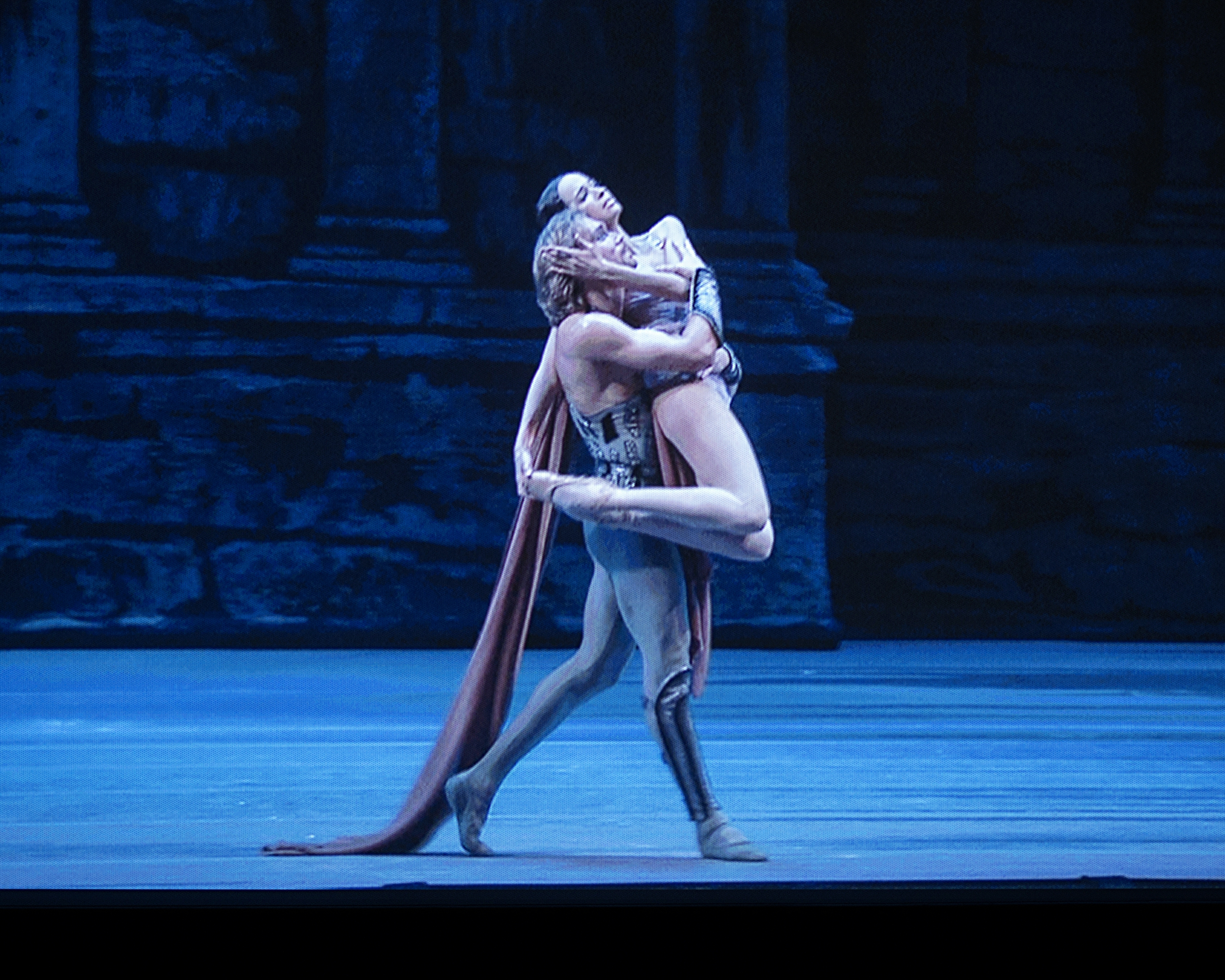
Анна Никулина и Михаил Лобухин в балете «Спартак» в Большом театре в 2013 году

В рамках проекта «Большой балет в кино» исполнила роль Фригии в спектакле «Спартак» в дуэте с Игорем Цвирко. В мае 2024 года на гастролях в Мариинском театре танцевала партию Фригии три вечера подряд, заменив по ходу первого показа получившую травму Елизавету Кокореву. В октябре 2024 года исполнила эту партию в рамках гастролей Большого театра на Шанхайском Международном фестивале искусств (партнёр – Денис Родькин).
В 2018 году удостоена звания Заслуженной артистки Российской Федерации.
3 апреля 2024 года Президент России Владимир Путин подписал указ о присвоении Анне Никулиной звания Народной артистки Российской Федерации.

## Партии
- Четыре сильфиды («Сильфида» Х. Левеншелля, хореография А. Бурнонвиля в редакции Э. М.фон Розен)
- Вторая вариация в картине «Тени», третья вариация в картине «Тени», гран па, Никия («Баядерка» Л. Минкуса, хореография М. Петипа в редакции Ю. Григоровича)
- Партия в балете «Пассакалья» (на музыку А. фон Веберна, хореография Р. Пети)
- Подруги Жизели, две виллисы («Жизель» А. Адана, хореография Ж. Коралли, Ж. Перро, М. Петипа в редакции Ю. Григоровича)
- Одетта-Одиллия, три лебедя, сверстницы принца («Лебединое озеро» П. Чайковского, вторая редакция Ю. Григоровича, использованы фрагменты хореографии М. Петипа, Л. Иванова, А. Горского)
- Четыре девушки («Магриттомания» Ю. Красавина в постановке Ю. Посохова)
- Фея смелости, Фея Сирени, Принцесса Аврора («Спящая красавица» П.Чайковского, хореография М. Петипа в редакции Ю. Григоровича)
- «Две пары» в III части, солистка II части («Симфония до мажор» на музыку Ж. Бизе, хореография Дж. Баланчина)
- Магнолия («Чиполлино» К. Хачатуряна в постановке Г. Майорова)
- Финальный вальс и апофеоз, испанская кукла, Мари («Щелкунчик» П.Чайковского, хореография Ю. Григоровича)
- Конго, Аспиччия («Дочь фараона» Ц. Пуни в постановке П. Лакотта по М. Петипа)
- Подруги Ширин, Ширин («Легенда о любви» А. Меликова, хореография Ю. Григоровича)
- Генриетта, Раймонда («Раймонда» А. Глазунова, хореография М. Петипа в редакции Ю. Григоровича)
- Соблазн («Предзнаменования» на музыку П. Чайковского, хореография Л. Мясина)
- Вторая вариация в гран па, повелительница дриад, Китри («Дон Кихот» Л. Минкуса, хореография М. Петипа, А. Горского в редакции А. Фадеечева)
- Подруги Зины, Зина («Светлый ручей» Д. Шостаковича в постановке А. Ратманского)
- Люська, Рита («Золотой век» Д. Шостаковича в постановке Ю. Григоровича)
- Фея нежности, Золушка («Спящая красавица») — дебюты на гастролях в Новосибирске в 2006 году
- Солистка («Игра в карты» И. Стравинского в постановке А. Ратманского)
- Солистка («В комнате наверху» Ф. Гласса, хореография Т. Тарп)
- Одалиска (участница премьеры), Медора («Корсар» А. Адана, хореография М. Петипа, постановка и новая хореография А. Ратманского и Ю. Бурлаки)
- Солистка («Класс-концерт» на музыку А. Глазунова, А. Лядова, А. Рубинштейна, Д. Шостаковича, хореография А. Мессерера)
- Лето («Золушка» С. Прокофьева, хореография Ю. Посохова, режиссёр Ю. Борисов)
- Мимы, Фригия («экстренный» дебют состоялся на гастролях театра в Гонконге) («Спартак» А. Хачатуряна, хореография Ю. Григоровича)
- Аделина («Пламя Парижа» Б. Асафьева в постановке А. Ратманского с использованием хореографии В. Вайнонена)
- Жизель («Жизель» А. Адана, хореография Ж. Коралли, Ж. Перро, М. Петипа в редакции В. Васильева)
- Пара в бордовом, пара в зелёном («Русские сезоны» на музыку Л. Десятникова в постановке А. Ратманского) — участница премьеры
- Па де труа, вариация (Большое классическое па из балета «Пахита» Л. Минкуса, хореография М. Петипа, постановка и новая хореографическая редакция Ю. Бурлаки)
- Флер де Лис («Эсмеральда» Ц. Пуни, хореография М. Петипа, постановка и новая хореография Ю. Бурлаки, В. Медведева)
- La Priere/Молитва («Коппелия» Л. Делиба, хореография М. Петипа и Э. Чекетти, постановка и новая хореографическая редакция С. Вихарева)
- Джульетта («Ромео и Джульетта» С. Прокофьева в постановке Ю. Григоровича)
- Жизель («Жизель» в редакции Ю. Григоровича)
- Квинтет («Herman Schmerman» Т. Виллемса, хореография У. Форсайта)
- Солистка («Dream of Dream» на музыку С. Рахманинова в постановке Й. Эло)
- Полигимния («Аполлон Мусагет» И. Стравинского, хореография Дж. Баланчина) — первая исполнительница
- Анастасия («Иван Грозный» на музыку С. Прокофьева, хореография Ю. Григоровича)
- Балерина («Этюды» на музыку К. Черни, хореография Х. Ландера)
- Ведущая партия в «Бриллиантах» (III части балета «Драгоценности») на музыку П. Чайковского (хореография Дж. Баланчина)
- Сильфида («Сильфида» Х. Левенскольда в редакции Й. Кобборга)
- Кармен («Кармен-сюита» Ж. Бизе — Р. Щедрина в постановке А. Алонсо)
- Гермиона («Зимняя сказка» Дж. Тэлбота, хореография К. Уилдона)
- Жизель («Жизель» в редакции А. Ратманского)
- Пара в черном, солистка («Забытая земля» на музыку Б. Бриттена, хореография И. Килиана)
- Мери («Герой нашего времени» И. Демуцкого, часть «Княжна Мери», хореография Ю. Посохова, режиссёр К. Серебренников)
- Весна («Времена года» А. Глазунова, хореография А. Белякова)
- Прелюдия, op. 28, № 7, Вальс, op. 64, № 2 («Шопениана» на музыку Ф. Шопена, хореография М. Фокина, редакция Н. Большаковой и В. Гуляева)
- Вариация Н. Черепнина из балета «Павильон Армиды» (Большое классическое па из балета «Пахита»)
- Ведущая солистка («Девятый вал» на музыку М. Глинки и Н. Римского-Корсакова, хореография Б. Ариаса, программа «Четыре персонажа в поисках сюжета»)
- Пахита, Вариация Р. Дриго для балета «Сильфида» Ж.-М. Шнейцхоффера (Большое классическое па из балета «Пахита»)

## Награды
- 2004 — молодежный грант премии «Триумф»
- 2010 — премия «Золотая лира», учрежденная редакцией журнала «Планета Красота» и Творческим центром ЮНЕСКО
- 2018 — Заслуженная артистка Российской Федерации
- 2024 — Народная артистка Российской Федерации